# Comité des voies et moyens de la Chambre
118e congrès des États-Unis
Le Comité des voies et moyens de la Chambre est le principal comité (en) de rédaction des lois fiscales de la Chambre des représentants des États-Unis. Cette commission est compétente en matière de fiscalité (en), de droits de douane et d'autres mesures visant à augmenter les recettes, ainsi que pour un certain nombre d'autres programmes, notamment la Social Security, les allocations chômage, Medicare, l'application des lois sur les pensions alimentaires, l'assistance temporaire aux familles nécessiteuses (en), les programmes de placement en famille d'accueil et d'adoption. Les membres de la commission des voies et moyens ne sont pas autorisés à siéger dans une autre commission de la Chambre des représentants, à moins qu'ils n'obtiennent une dérogation de la part de la direction du Congrès de leur parti. Cette commission a longtemps été considérée comme la plus prestigieuse de la Chambre des représentants.
La Constitution des États-Unis exige que tous les projets de loi relatifs à la fiscalité émanent de la Chambre des représentants des États-Unis, et les règles de la Chambre imposent que tous les projets de loi relatifs à la fiscalité passent par la commission des voies et moyens. Ce système confère à la commission et à ses membres un degré d'influence significatif sur les autres représentants, les commissions et la politique publique. Son équivalent au Sénat est la commission des finances du Sénat des États-Unis.
Au 118e congrès, la commission est présidée par Jason T. Smith. Les derniers présidents ont été Bill Thomas, Charles Rangel, Sander Levin, Dave Camp (en), Paul Ryan, Kevin Brady et Richard Neal.

## Histoire

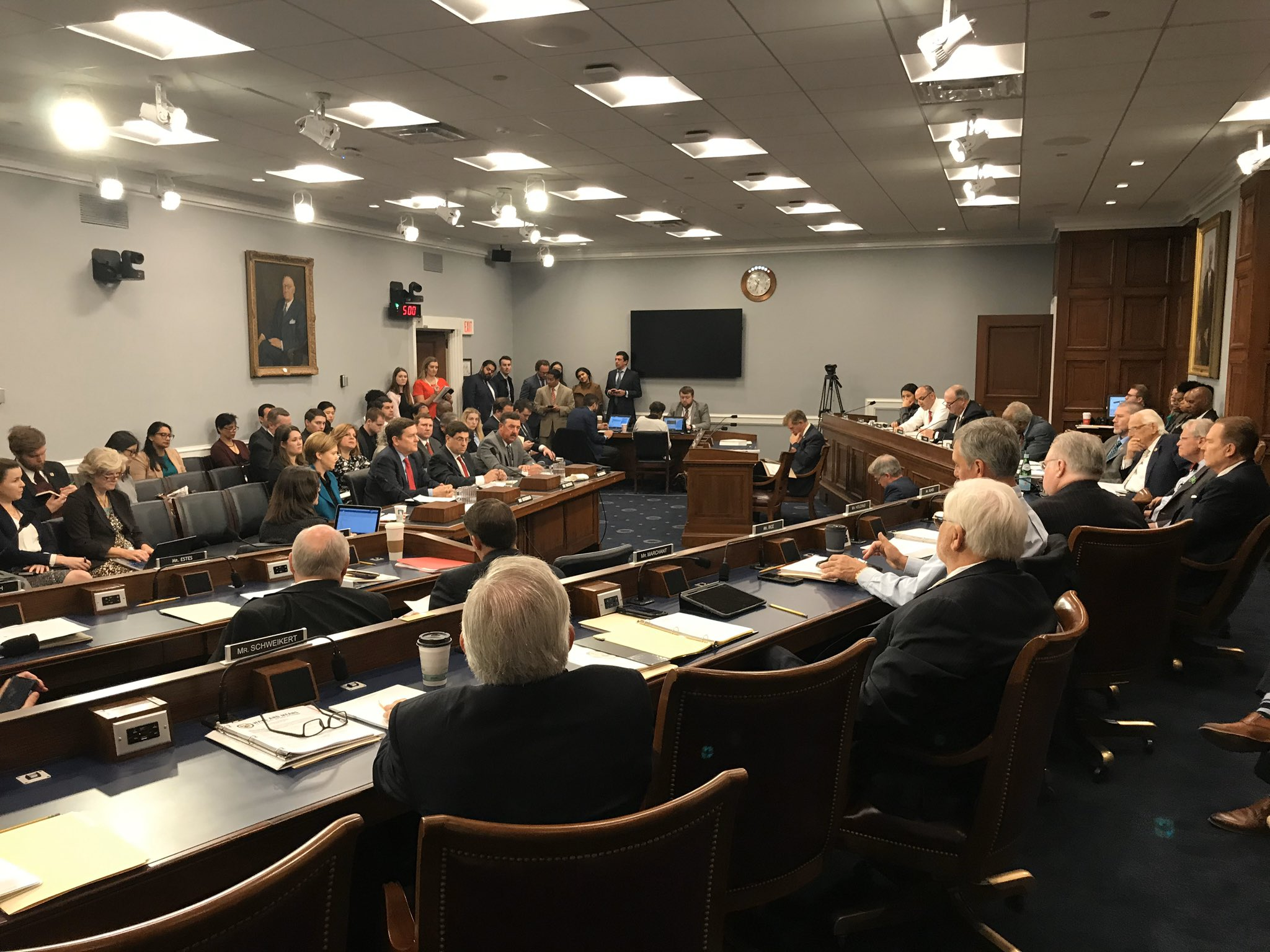
Réunion du Comité en novembre 2019.

Le Comité des voies et moyens est créé lors du premier Congrès, en 1789. Cependant, cette première version est dissoute après seulement 8 semaines ; pendant les années suivantes, seules des commissions ad hoc sont formées, pour rédiger des lois sur des notions déjà débattues dans l'ensemble de la Chambre. La commission permanente est instituée pour la première fois par une résolution adoptée le 21 décembre 1795, et figure pour la première fois sur la liste des commissions permanentes régulières le 7 janvier 1802. Lors de sa création, elle est compétente à la fois en matière d'impôts et de dépenses, jusqu'à ce que le pouvoir de dépenser soit confié à la nouvelle commission des crédits (en) en 1865.
Pendant la guerre de Sécession, le principal responsable politique du Congrès est Thaddeus Stevens, en tant que président de la commission et chef de file des républicains. Il  prend en charge les principales lois finançant l'effort de guerre et transformant de façon permanente les politiques économiques de la nation en ce qui concerne les droits de douane, les obligations, les impôts sur le revenu et les droits d'accise, les banques nationales, la suppression de la monnaie émise par les banques d'État, la monnaie à billet vert et les concessions de terres pour les chemins de fer de l'Ouest. Stevens est l'un des principaux responsables politiques de la Reconstruction et obtient de la Chambre un vote de mise en accusation du président Andrew Johnson (acquitté par le Sénat en 1868). Hans L. Trefousse (en), son principal biographe, conclut que Stevens « fut l'un des représentants les plus influents à avoir jamais siégé au Congrès. Il a dominé la Chambre par son esprit, sa connaissance du droit parlementaire et sa volonté pure et simple, même s'il était souvent incapable de l'emporter ». Les points de vue historiographiques sur Stevens ont considérablement évolué au fil des ans, depuis la vision du début du XXe siècle selon laquelle Stevens et les républicains radicaux étaient les instruments d'une énorme entreprise et motivés par la haine du Sud blanc, jusqu'à la perspective des néo-abolitionnistes (en) à partir des années 1950, qui ont applaudi leurs efforts pour donner des droits égaux aux esclaves affranchis.
Trois futurs présidents - James Polk, Millard Fillmore et William McKinley - ont occupé le poste de président de la commission. Avant que le rôle officiel de chef de file ne soit créé à la fin du XIXe siècle, le président du comité des voies et moyens était considéré comme le chef de la majorité. Le président est l'un des rares représentants à disposer d'un bureau dans l'enceinte même du Capitole.

## Rôle politique
En raison de sa vaste compétence, la commission des voies et moyens a toujours été l'une des plus importantes en termes d'impact sur la politique. Bien qu'elle n'offre pas les mêmes perspectives de réélection que la commission des crédits (en), elle est considérée comme un poste précieux pour deux raisons : étant donné le large éventail d'intérêts concernés par la commission, un siège permet de collecter facilement des financements de campagne, et comme son champ d'action est large, les membres ayant un large éventail de préoccupations politiques recherchent souvent des postes leur permettant d'influencer les décisions politiques. Parmi les grands dossiers récents qui ont été examinés par la commission des voies et moyens figurent la réforme de la protection sociale (en), la mise en place d'une assurance-médicaments, la réforme de la sécurité sociale (en), les réductions d'impôts de George W. Bush et les accords commerciaux, notamment l'accord de libre-échange nord-américain (ALENA) et l'accord de libre-échange d'Amérique centrale (CAFTA).
De 1911 à 1974, la commission des voies et moyens a également la responsabilité de nommer les membres d'autres commissions en plus de ses fonctions législatives. Lorsque la carrière du président de la commission des voies et moyens, Wilbur Mills (en), s'est terminée par un scandale, le député Phillip Burton a transféré les pouvoirs de sélection de la commission à une commission distincte nouvellement créée.

## Membres du118eCongrès
| Majorité | Minorité |
| --- | --- |
| - Jason Smith, Missouri, Président - Vern Buchanan, Floride, Vice-Président - Adrian Smith, Nebraska - Mike Kelly, Pennsylvanie - David Schweikert, Arizona - Darin LaHood, Illinois - Brad Wenstrup, Ohio - Jodey Arrington, Texas - Drew Ferguson, Géorgie - Ron Estes, Kansas - Lloyd Smucker, Pennsylvanie - Kevin Hern, Oklahoma - Carol Miller, Virginie-Occidentale - Greg Murphy, Caroline du Nord - David Kustoff, Tennessee - Brian Fitzpatrick, Pennsylvanie - Greg Steube, Floride - Claudia Tenney, New York - Michelle Fischbach, Minnesota - Blake Moore, Utah - Michelle Steel, Californie - Beth Van Duyne, Texas - Randy Feenstra, Iowa - Nicole Malliotakis, New York - Mike Carey, Ohio | - Richard Neal, Massachusetts, Ranking Member - Lloyd Doggett, Texas - Mike Thompson, Californie - John B. Larson, Connecticut - Earl Blumenauer, Oregon - Bill Pascrell, New Jersey - Danny K. Davis, Illinois - Linda Sánchez, Californie - Brian Higgins, New York (jusqu'au 2 février 2024) - Terri Sewell, Alabama - Suzan DelBene, Washington - Judy Chu, Californie, Vice Ranking Member - Gwen Moore, Wisconsin - Dan Kildee, Michigan - Don Beyer, Virginie - Dwight Evans, Pennsylvanie - Brad Schneider, Illinois - Jimmy Panetta, Californie - Jimmy Gomez, Californie (à partir du 6 février 2024) |

## Sous-comités
Le 118e Congrès compte six sous-commissions. En 2011, la sous-commission de la sécurité des revenus et du soutien aux familles (en) a été rebaptisée sous le nom de sous-commission des ressources humaines, reprenant ainsi le nom qu'elle portait avant le 110e Congrès des États-Unis. En 2015, la commission spéciale sur les mesures fiscales (en) a été rebaptisée sous-commission de la politique fiscale. En 2019, ces deux sous-commissions ont de nouveau été renommées sous le contrôle des démocrates : les ressources humaines sont devenues le soutien aux travailleurs et aux familles et la politique fiscale a été rebaptisée Select Revenue Measures (mesures fiscales particulières). En 2023, sous le contrôle des Républicains, ces deux sous-commissions ont à nouveau été renommées respectivement Work and Welfare et Tax.
| Sous-commissions                   | Président               | Ranking Member         |
| ---------------------------------- | ----------------------- | ---------------------- |
| Santé (en)                         | Vern Buchanan (R-FL)    | Lloyd Doggett (D–TX)   |
| Surveillance (en)                  | David Schweikert (R-AZ) | Bill Pascrell (D-NJ)   |
| Sécurité sociale (en)              | Drew Ferguson (R-GA)    | John B. Larson (D-CT)  |
| Fiscalité (en)                     | Mike Kelly (R-PA)       | Mike Thompson (D-CA)   |
| Commerce (en)                      | Adrian Smith (R-NE)     | Earl Blumenauer (D-OR) |
| Travail et protection sociale (en) | Darin LaHood (R-IL)     | Danny K. Davis (D–IL)  |

## Liste des présidents
| #  | Nom                            | Parti                 | État                 | Début | Fin  |
| -- | ------------------------------ | --------------------- | -------------------- | ----- | ---- |
| 1  | Thomas Fitzsimons              | Fédéraliste           | Pennsylvanie         | 1789  | 1789 |
| 2  | William L. Smith (en)          | Fédéraliste           | Caroline du Sud      | 1794  | 1797 |
| 3  | Robert G. Harper (en)          | Fédéraliste           | Caroline du Sud      | 1797  | 1800 |
| 4  | Roger Griswold (en)            | Fédéraliste           | Connecticut          | 1800  | 1801 |
| 5  | John Randolph                  | Républicain-démocrate | Virginie             | 1801  | 1805 |
| 6  | Joseph Clay (en)               | Républicain-démocrate | Pennsylvanie         | 1805  | 1807 |
| 7  | George W. Campbell             | Républicain-démocrate | Tennessee            | 1807  | 1809 |
| 8  | John W. Eppes (en)             | Républicain-démocrate | Virginie             | 1809  | 1811 |
| 9  | Ezekiel Bacon (en)             | Républicain-démocrate | Massachusetts        | 1811  | 1812 |
| 10 | Langdon Cheves (en)            | Républicain-démocrate | Caroline du Sud      | 1812  | 1813 |
| 11 | John W. Eppes (en)             | Républicain-démocrate | Virginie             | 1813  | 1815 |
| 12 | William Lowndes (en)           | Républicain-démocrate | Caroline du Sud      | 1815  | 1818 |
| 13 | Samuel Smith                   | Républicain-démocrate | Maryland             | 1818  | 1822 |
| 14 | Louis McLane                   | Fédéraliste           | Delaware             | 1822  | 1827 |
| 15 | John Randolph                  | Démocrate             | Virginie             | 1827  | 1827 |
| 16 | George McDuffie (en)           | Démocrate             | Caroline du Sud      | 1827  | 1832 |
| 17 | Gulian C. Verplanck (en)       | Démocrate             | New York             | 1832  | 1833 |
| 18 | James K. Polk                  | Démocrate             | Tennessee            | 1833  | 1835 |
| 19 | Churchill C. Cambreleng (en)   | Démocrate             | New York             | 1835  | 1839 |
| 20 | John W. Jones (en)             | Démocrate             | Virginie             | 1839  | 1841 |
| 21 | Millard Fillmore               | Whig                  | New York             | 1841  | 1843 |
| 22 | James I. McKay                 | Démocrate             | Caroline du Nord     | 1843  | 1847 |
| 23 | Samuel F. Vinton (en)          | Whig                  | Ohio                 | 1847  | 1849 |
| 24 | Thomas H. Bayly (en)           | Démocrate             | Virginie             | 1849  | 1851 |
| 25 | George S. Houston              | Démocrate             | Alabama              | 1851  | 1855 |
| 26 | Lewis D. Campbell (en)         | Républicain           | Ohio                 | 1856  | 1857 |
| 27 | J. Glancy Jones (en)           | Démocrate             | Pennsylvanie         | 1857  | 1858 |
| 28 | John S. Phelps (en)            | Démocrate             | Missouri             | 1858  | 1859 |
| 29 | John Sherman                   | Républicain           | Ohio                 | 1860  | 1861 |
| 30 | Thaddeus Stevens               | Républicain           | Pennsylvanie         | 1861  | 1865 |
| 31 | Justin Morrill (en)            | Républicain           | Vermont              | 1865  | 1867 |
| 32 | Robert C. Schenck              | Républicain           | Ohio                 | 1867  | 1871 |
| 33 | Samuel Hooper (en)             | Républicain           | Massachusetts        | 1871  | 1871 |
| 34 | Henry L. Dawes                 | Républicain           | Massachusetts        | 1871  | 1875 |
| 35 | William R. Morrison (en)       | Démocrate             | Illinois             | 1875  | 1877 |
| 36 | Fernando Wood                  | Démocrate             | New York             | 1877  | 1881 |
| 37 | John R. Tucker (en)            | Démocrate             | Virginie             | 1881  | 1881 |
| 38 | William D. Kelley              | Républicain           | Pennsylvanie         | 1881  | 1883 |
| 39 | William R. Morrison (en)       | Démocrate             | Illinois             | 1883  | 1887 |
| 40 | Roger Q. Mills (en)            | Démocrate             | Texas                | 1887  | 1889 |
| 41 | William McKinley               | Républicain           | Ohio                 | 1889  | 1891 |
| 42 | William M. Springer (en)       | Démocrate             | Illinois             | 1891  | 1893 |
| 43 | William L. Wilson              | Démocrate             | Virginie-Occidentale | 1893  | 1895 |
| 44 | Nelson Dingley Jr.             | Républicain           | Maine                | 1895  | 1899 |
| 45 | Sereno E. Payne (en)           | Républicain           | New York             | 1899  | 1911 |
| 46 | Oscar Underwood                | Démocrate             | Alabama              | 1911  | 1915 |
| 47 | Claude Kitchin (en)            | Démocrate             | Caroline du Nord     | 1915  | 1919 |
| 48 | Joseph Fordney (en)            | Républicain           | Michigan             | 1919  | 1923 |
| 49 | William R. Green (en)          | Républicain           | Iowa                 | 1923  | 1928 |
| 50 | Willis C. Hawley               | Républicain           | Oregon               | 1928  | 1931 |
| 51 | James W. Collier (en)          | Démocrate             | Mississippi          | 1931  | 1933 |
| 52 | Robert L. Doughton (en)        | Démocrate             | Caroline du Nord     | 1933  | 1947 |
| 53 | Harold Knutson (en)            | Républicain           | Minnesota            | 1947  | 1949 |
| 54 | Robert L. Doughton (en)        | Démocrate             | Caroline du Nord     | 1949  | 1953 |
| 55 | Daniel A. Reed (en)            | Républicain           | New York             | 1953  | 1955 |
| 56 | Jere Cooper (en)               | Démocrate             | Tennessee            | 1955  | 1957 |
| 57 | Wilbur Mills (en)              | Démocrate             | Arkansas             | 1957  | 1975 |
|    | Al Ullman (en) (intérimaire)   | Démocrate             | Oregon               | 1973  | 1975 |
| 58 | Al Ullman (en)                 | Démocrate             | Oregon               | 1975  | 1981 |
| 59 | Dan Rostenkowski               | Démocrate             | Illinois             | 1981  | 1994 |
|    | Sam Gibbons (en) (intérimaire) | Démocrate             | Floride              | 1994  | 1995 |
| 60 | Bill Archer (en)               | Républicain           | Texas                | 1995  | 2001 |
| 61 | Bill Thomas                    | Républicain           | Californie           | 2001  | 2007 |
| 62 | Charles Rangel                 | Démocrate             | New York             | 2007  | 2010 |
|    | Pete Stark (en) (intérimaire)  | Démocrate             | Californie           | 2010  | 2010 |
| 63 | Sander Levin                   | Démocrate             | Michigan             | 2010  | 2011 |
| 64 | Dave Camp (en)                 | Républicain           | Michigan             | 2011  | 2015 |
| 65 | Paul Ryan                      | Républicain           | Wisconsin            | 2015  | 2015 |
| 66 | Kevin Brady                    | Républicain           | Texas                | 2015  | 2019 |
| 67 | Richard Neal                   | Démocrate             | Massachusetts        | 2019  | 2023 |
| 68 | Jason Smith                    | Républicain           | Missouri             | 2023  | -    |

## Membres historiques

### 117eCongrès
| Majorité | Minorité |
| --- | --- |
| - Richard Neal, Massachusetts, Président - Lloyd Doggett, Texas - Mike Thompson, Californie - John B. Larson, Connecticut - Earl Blumenauer, Oregon - Ron Kind, Wisconsin - Bill Pascrell, New Jersey - Danny K. Davis, Illinois - Linda Sánchez, Californie - Brian Higgins, New York - Terri Sewell, Alabama - Suzan DelBene, Washington, Vice-Présidente - Judy Chu, Californie - Gwen Moore, Wisconsin - Dan Kildee, Michigan - Brendan Boyle, Pennsylvanie - Don Beyer, Virginie - Dwight Evans, Pennsylvanie - Brad Schneider, Illinois - Tom Suozzi, New York - Jimmy Panetta, Californie - Stephanie Murphy, Floride - Jimmy Gomez, Californie - Steven Horsford, Nevada - Stacey Plaskett, Îles Vierges | - Kevin Brady, Texas, Ranking Member - Devin Nunes, Californie (jusqu'au 3 janvier 2022) - Vern Buchanan, Floride - Adrian Smith, Nebraska - Tom Reed, New York (jusqu'au 10 mai 2022) - Mike Kelly, Pennsylvanie - Jason Smith, Missouri - Tom Rice, Caroline du Sud - David Schweikert, Arizona - Jackie Walorski, Indiana (jusqu'au 3 août 2022) - Darin LaHood, Illinois - Brad Wenstrup, Ohio - Jodey Arrington, Texas - Drew Ferguson, Géorgie - Ron Estes, Kansas - Lloyd Smucker, Pennsylvanie - Kevin Hern, Oklahoma - Carol Miller, Virginie-Occidentale - Greg Murphy, Caroline du Nord (à partir du 19 janvier 2022) - David Kustoff, Tennessee (à partir du 8 juin 2022) |

Sous-comités
| Sous-comité                        | Président              | Ranking Member       |
| ---------------------------------- | ---------------------- | -------------------- |
| Santé (en)                         | Lloyd Doggett (D–TX)   | Vern Buchanan (R–FL) |
| Surveillance (en)                  | Bill Pascrell (D-NJ)   | Tom Rice (R-SC)      |
| Fiscalité (en)                     | Mike Thompson (D-CA)   | Mike Kelly (R–PA)    |
| Sécurité sociale (en)              | John B. Larson (D-CT)  | Tom Reed (R-NY)      |
| Commerce (en)                      | Earl Blumenauer (D-OR) | Adrian Smith (R–NE)  |
| Travail et protection sociale (en) | Danny K. Davis (D–IL)  | Vacant               |

### 116eCongrès
| Majorité | Minorité |
| --- | --- |
| - Richard Neal, Massachusetts, Président - Lloyd Doggett, Texas - Mike Thompson, Californie - John B. Larson, Connecticut - Earl Blumenauer, Oregon - Ron Kind, Wisconsin - Bill Pascrell, New Jersey - Danny K. Davis, Illinois - Linda Sánchez, Californie - Brian Higgins, New York - Terri Sewell, Alabama, Vice-Présidente - Suzan DelBene, Washington - Judy Chu, Californie - Gwen Moore, Wisconsin - Dan Kildee, Michigan - Brendan Boyle, Pennsylvanie - Don Beyer, Virginie - Dwight Evans, Pennsylvanie - Brad Schneider, Illinois - Tom Suozzi, New York - Jimmy Panetta, Californie - Stephanie Murphy, Floride - Jimmy Gomez, Californie - Steven Horsford, Nevada - Cedric Richmond, Louisiane (à partir du 22 septembre 2020) | - Kevin Brady, Texas, Ranking Member - Devin Nunes, Californie - Vern Buchanan, Floride - Adrian Smith, Nebraska - Kenny Marchant, Texas - Tom Reed, New York - Mike Kelly, Pennsylvanie - George Holding, Caroline du Nord - Jason Smith, Missouri - Tom Rice, Caroline du Sud - David Schweikert, Arizona - Jackie Walorski, Indiana - Darin LaHood, Illinois - Brad Wenstrup, Ohio - Jodey Arrington, Texas - Drew Ferguson, Géorgie - Ron Estes, Kansas |

Sous-comités
| Sous-comité                        | Président              | Ranking Member         |
| ---------------------------------- | ---------------------- | ---------------------- |
| Santé (en)                         | Lloyd Doggett (D–TX)   | Devin Nunes (R–CA)     |
| Travail et protection sociale (en) | Danny K. Davis (D–IL)  | Jackie Walorski (R–IN) |
| Surveillance (en)                  | Bill Pascrell (D-NJ)   | Mike Kelly (R–PA)      |
| Fiscalité (en)                     | Mike Thompson (D-CA)   | Adrian Smith (R–NE)    |
| Sécurité sociale (en)              | John B. Larson (D-CT)  | Tom Reed (R-NY)        |
| Commerce (en)                      | Earl Blumenauer (D-OR) | Vern Buchanan (R–FL)   |

### 115eCongrès
| Majorité | Minorité |
| --- | --- |
| - Kevin Brady, Texas, Président - Sam Johnson, Texas - Devin Nunes, Californie - Dave Reichert, Washington - Peter Roskam, Illinois - Vern Buchanan, Floride - Adrian Smith, Nebraska - Lynn Jenkins, Kansas - Erik Paulsen, Minnesota - Kenny Marchant, Texas - Diane Black, Tennessee - Tom Reed, New York - Mike Kelly, Pennsylvanie - Jim Renacci, Ohio - Kristi Noem, Dakota du Sud - George Holding, Caroline du Nord - Jason Smith, Missouri - Tom Rice, Caroline du Sud - David Schweikert, Arizona - Jackie Walorski, Indiana - Carlos Curbelo, Floride - Mike Bishop, Michigan - Darin LaHood, Illinois - Brad Wenstrup, Ohio | - Richard Neal, Massachusetts, Ranking Member - Sander Levin, Michigan - John Lewis, Géorgie - Lloyd Doggett, Texas - Mike Thompson, Californie - John B. Larson, Connecticut - Earl Blumenauer, Oregon - Ron Kind, Wisconsin - Bill Pascrell, New Jersey - Joseph Crowley, New York - Danny K. Davis, Illinois - Linda Sánchez, Californie - Brian Higgins, New York, Vice-Ranking Member - Terri Sewell, Alabama - Suzan DelBene, Washington - Judy Chu, Californie |

## Sources
- H. Doc. 100–244, The Committee on Ways and Means a Bicentennial History 1789-1989